# Katrijn Van Giel
Katrijn Van Giel (Zoersel, 1983) is een Belgisch fotografe.

## Biografie
Katrijn Van Giel groeide op in de Antwerpse gemeente Zoersel. Na haar middelbare school studeerde ze Fotografie aan de Karel de Grote Hogeschool te Antwerpen. Na haar studies is ze in Antwerpen blijven wonen.

## Carrière
Katrijn Van Giel is voornamelijk persfotograaf en is gespecialiseerd in portretten.
Tijdens haar studies liep zij in 2004 stage bij de krant De Standaard en had daar reeds verschillende publicaties. Ze liep ook stage bij de Italiaanse fotostudio Ikon, waar voornamelijk reclamefoto’s gemaakt worden.
Van Giel fotografeert nog steeds regelmatig voor De Standaard, ook voor De Tijd, het Nederlandse NRC Handelsblad, Het Duitse Art Magazin en het onderwijsmagazine Klasse, en is huisfotografe bij het theaterhuis Het nieuwstedelijk. Ze fotografeert daarbuiten voor verscheidene andere binnenlandse en buitenlandse opdrachtgevers.
Ze maakt ook commercieel werk. Ze fotografeerde campagnes voor Sensoa. Werkte voor reclame bureaus TBWA, Euro RSCG en Dallas. Ze verdeelt haar werk via het Belgische fotoagentschap ID/ photo agency.

### Prijzen
- 2007: Tweede prijs jonge fotografen Belgische senaat.[1]
- 2007, 2008 en 2010 Nikon Press Photo: prijs voor het beste portret, categorie onder 30 jaar.[2]
- 2011 Nikon Press Photo prijzen voor beste fotograaf, beste foto en beste reportage voor de reportages van aardbeving in Haïti en overstromingen in Pakistan.[3][4]
- 2017 met onderscheiding bekroond door Sony World photography Awards voor beste Belgische fotograaf met de ‘National Award’.[5]

### Tentoonstellingen
- 2007 Belgische senaat, Brussel
- 2011 Musée de la Photographie à Charleroi
- 2011 Fotomuseum Provincie Antwerpen[6]
- 2014 Expo (Buiten) gewoon mooi: in Centraal Station Antwerpen, Permeke bib Antwerpen, Consciencegebouw Brussel.[7]
- 2015 Brugmann-ziekenhuis, Laken[8]
- 2017 Somerset House, London

### Boeken
Verschillende keren verzorgde ze foto’s voor boeken:
- 2009 volledige fotografie voor het boek Vrouwen na 50, auteur Hilde Masui
- 2009 volledige fotografie voor het boek Samenloop: verhalen van toen en nu in en om het Stiltegebied Dender-Mark, geschreven door Joris Capenberghs.
- 2012 volledige fotografie voor het boek Mijn eigen weg, auteurs: Katrien Steyaert en Sophie Franck.
- 2014 foto’s voor het boek 1914-1918. 100 jaar later, geschreven door Katrien Steyaert.
- 2015 foto’s voor het derde deel van Genk, rasterstad, verschillende auteurs.
- 2017 coverfoto voor De blik van Bourlon, geschreven door Hans Bourlon.
- 2017 foto’s voor You.legend, time to create your story.

Ze werkte ook nog samen aan boeken voor Polo Architecten en Public Space.

## “A Belgian politician” en plagiaat
Op 12 augustus 2014 startte de fotografe een proces wegens plagiaat tegen de Belgische kunstenaar Luc Tuymans. Laatstgenoemde had zonder toestemming een foto, gemaakt door Katrijn Van Giel, gebruikt als voorbeeld voor zijn schilderij A Belgian politician van 2011. Het gaat over een portret van de LDD-politicus Jean-Marie Dedecker. Het kader, het kleurgebruik en de belichting zijn op het schilderij identiek aan die op de foto. De verwerende partij beweerde dat het schilderij een parodie was en daardoor geen plagiaat. 
Op 20 januari 2015 oordeelde de rechter in eerste aanleg dat de kunstschilder te kwader trouw plagiaat pleegde bij het tot stand komen van dit werk en dat door de reproductie van de foto Van Giels auteursrechten werden geschonden. Er werd een dwangsom van 500.000 euro opgelegd. Tuymans tekende hier beroep tegen in, maar zover is het uiteindelijk niet gekomen: er werd begin september 2015 een minnelijke schikking getroffen.